# Coiot llop
Un coiot llop o coiot híbrid és un cànid híbrid entre els coiots, els llops grisos o vermells i els gossos. Són un híbrid amb capacitat per a reproduir-se. Tenen una càrrega genètica aproximada d'un 25% llop, d'un 65% coiot i un 10% de gos. La mida no és tan gran com la del llop gris, però si superior a la dels coiots; no superen els 25 quilos de pes de mitjana.
Aquesta barreja entre espècies s'ha donat tant en captivitat com fruit de l'experimentació humana, i també de manera natural als boscos d'algunes zones del sud dels EUA. Tanmateix s'han trobat proves genètiques de la barreja entre espècies en zones verdes del nord-est dels Estats Units i el Canadà.
Les seves capacitats adaptatives: es relaciona en llobades socials com les dels llops, però a diferència d'ells, no tenen por a l'home, i per això no és estrany trobar-los prop de nuclis urbans. En les últimes dècades s'han donat molts casos de problemes amb coiots que s'han acostat massa a les ciutats (inclosos molts atacs a gossos) en alguns estats nord-americans. Resulten ser un híbrid que en realitat pot esdevenir un salt micro-evolutiu rellevant encara desconegut en els cànids moderns. La hibridació entre les espècies s'ha vist facilitada pel fet que van divergir fa relativament poc (fa uns 60.000-117.000 anys).

## Galeria d'imatges

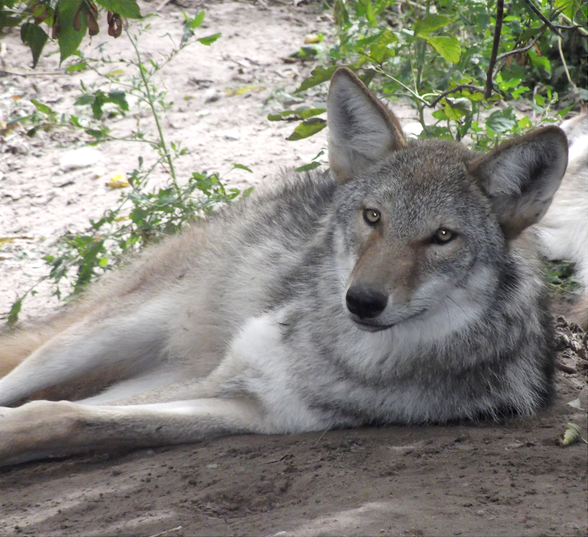
Coiot llop en captivitat
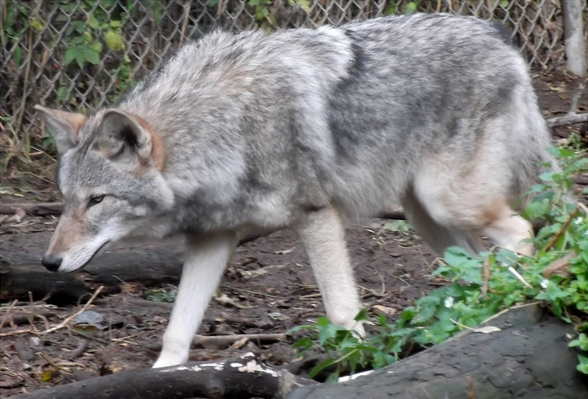
Un altre coiot llop